# Isidore Ostrer
Isidore Ostrer (* 17. Juni 1889 in London; † 3. September 1975 in Sunningdale, Berkshire) war ein deutscher Finanzier und Filmproduzent.

## Leben und Tätigkeit
Ostrer war der dritte von fünf Söhnen von Nathan Ostrer († 1932) und seiner Frau Francesca Fanny († 1932). Der Vater war ein jüdischer Emigrant aus der Ukraine, der in den 1870er Jahren vor den im zaristischen Russland verbreiteten antijüdischen Pogromen nach Großbritannien geflüchtet war und sich in London niedergelassen hatte. Er wuchs in ärmlichen Verhältnissen im East Ende der Stadt auf.
Seine Laufbahn begann Ostrer als Angestellter im Büro eines Broker der Londoner City. Während des Ersten Weltkriegs wurde er durch den Handel mit Textilien wohlhabend, um schließlich um 1920 mit zwei seiner Brüder eine Handelsbank zu gründen.
1922 erwarben Ostrer und seine Brüder Mark und Maurice die Firma Gaumont-British Picture Corporation, ein 1898 gegründetes Tochterunternehmen der französischen Gaumont Film Company, das sich ursprünglich auf die Organisation des Vertriebs französischer Stummfilme in Großbritannien spezialisiert hatte, nach allmählicher Expansion aber auch selbst ins Produktionsgeschäft eingestiegen war und 1914 das erste größere Filmstudio Großbritanniens gegründet hatte. Nach der Übernahme der Firma durch die Ostrers verlegte die Firma ihren Tätigkeitsschwerpunkt zunächst auf die Gründung und den Betrieb von Lichtspielhäusern. Binnen kürzester Zeit konnte British Gaumont in der Ära des aufkommenden Tonfilms in exzessivem Tempo expandieren, so dass es sich bis Anfang der 1930er Jahre zu der den britischen Markt dominierenden Kinokette Großbritanniens (Gaumont-British Cinemas) entwickelte. Zur Hochzeit der Gaumont-British in den 1930er Jahren umfasste sie rund 350 Kinohäuser. Als Frontmann des Konzerns – in dem auch die beiden verbleibenden Brüder Harry und David untergebracht wurden – trat Isidore Ostrers Bruder Mark Ostrer auf, während er selbst sich diskret im Hintergrund hielt, aber realiter, wie es sein Schwiegersohn, der Schauspieler James Mason, in seiner Autobiographie formulierte, das eigentliche und einzige „Gehirn“ des Brüdergespanns (the five of them had one opinion and one brain) war.
Um 1932 expandierte Ostrer sein Medienimperium in den Bereich der Printmedien, indem er die Sonntagszeitung Sunday Referee erwarb.
Durch den Erfolg seiner Kinohäuser ermutigt versuchte Oster sich auch selbst als Produzent, indem er die British Gaumont um eine eigene Produktionsabteilung erweiterte (Gainsborough Pictures). Diese betrieb die Studiokomplexe Lime Grove Studios, Shepherd’s Bush Studios (1937 geschlossen) und Islington Studios. Zu den Angestellten seines Studios gehörten u. a. der junge Alfred Hitchcock, der hier erste Regiearbeiten anfertigtel sowie Schauspieler wie Rex Harrison und Margaret Lockwood. Während Isidore Ostrer Präsident des von ihm geschaffenen Filmstudios fungierte, wurden seine Brüder Mark und Maurice Managing Director und Assistant Managing Director. Der älteste Bruder, David, leitete das Auslandsgeschäft des Studios, und der Bruder Harry, von Hause aus Lehrer, die Schriftenabteilung.
Die Filmproduktionstätigkeit der British-Gaumont erwies sich auf die Dauer als wenig erfolgreich, was insbesondere auf dem Unvermögen ihres Produktionsgesellschaft basierte, auf dem außerbritischen, insbesondere dem wichtigen amerikanischen, Markt Fuß zu fassen. Entsprechend wurde die Herstellung eigener Filme 1937 praktisch eingestellt und das Unternehmen konzentrierte sich fortan auf den Betrieb von Kinohäusern.
Ostrer, der als weitbickender Unternehmer beschrieben wird, erblickte bereits in den frühen 1930er Jahren in dem damals lediglich auf konzeptioneller Ebene existierenden Fernsehen das Massenmedium der Zukunft: Dieser Auffassung folgend unternahm er früh Anstrengungen, die Entwicklung der Fernsehtechnologie zu fördern und zu beschleunigen sowie Vorbereitungen zu treffen, um nach der von ihm für die 1940er Jahre erwarteten praktischen Etablierung des Fernsehens als einem realen Konsummedium einen eigenen Sender zu besitzen und zu kontrollieren: So erwarb er bereits im Februar 1932 die Kontrolle über die Baird Television Company (BTC). 1933 richtete die Firma einen experimentellen Fernsehsender mit einem Kurzwellensender im Kristallpalast bei Sydenham in Südlondon ein. 1936 beschäftigte BTC bereits 382 Personen.
Im Oktober 1941 gab Ostrer die Kontrolle über Gaumont-British schließlich ab, indem er seine Anteile an den Geschäftsmann Arthur J. Rank verkaufte, der durch diese und einige ähnliche Geschäfte zu dem britischen Medienmogul der Nachkriegszeit wurde. Die Gaumont-Lichtspielhäuser wurden entsprechend dem Besitzerwechsel in Häuser von Ranks Firma umgewandelt und firmierten fortan als Odeon Cinemas firmierte. Der Verkauf seines Unternehmens, der seiner bisherigen Geschäftsphilosophie diametral entgegenstand – in früheren Jahren hatte Ostrer großen Aufwand darauf verwendet, sicherzustellen, dass die Kontrolle über den Konzern unentwindbar in seinen Händen lag – wird von den meisten Autoren, die sich dieser Frage widmen, auf den schlechten Gesundheitszustand seiner Frau und den sich aus diesem ergebenden häufigen Aufenthalten des Ehepaars in dem seiner Frau klimatisch besonders entgegenkommenden Arizona zurückgeführt.
Nach einer vorübergehenden dauerhaften Übersiedlung in die Vereinigten Staaten kehrte Ostrer in späteren Jahren nach Großbritannien zurück, wobei er seine Geschäftstätigkeit zuletzt wieder auf die Textilbranche fokussierte.

## Ostrer als Ziel antisemitischer Anfeindungen
Aufgrund seiner jüdischen Abstammung und seiner antisemitischen Klischeevorstellungen vom Wirkungskreis eines „Geschäfts- und Finanzjuden“ (so eine Polemik im Illustrierten Beobachter von 1941) entsprechenden Tätigkeit auf dem Gebiet der Finanzspekulation und der Beherrschung eines Medienkonzerns war Ostrer ein häufiges Ziel von Angriffen der britischen Faschisten und Antijudaisten und – besonders seit Ausbruch des Krieges zwischen Großbritannien und dem Deutschen Reich im Herbst 1939 – auch der deutschen Nationalsozialisten.
Ostrer selbst besaß kein wirkliches Selbstverständnis als Jude – er hatte nur wenig Interesse an der mosaischen Religion und an jüdischen Kulturtraditionen und lebte nicht offen sein Judentum; er sah sich aber durch den Antisemitismus der Nationalsozialisten herausgefordert: So reagierte er auf diesen u. a., indem er sein Studio 1934 den Film Jew Süss (nicht zu verwechseln mit dem gleichnamigen deutschen Film von Veit Harlan), eine historische Satire, produzieren ließ, die deutliche antinazistische Untertöne aufweist.
Die Bedeutung, die die Machthaber in Deutschland Ostrer zuschrieben, schlägt sich auch in dem Umstand nieder, dass er 1940 auf die vom Reichssicherheitshauptamt in Berlin im Frühjahr 1940 zusammengestellte sogenannte Sonderfahndungsliste G.B., ein Verzeichnis von Personen, die im Falle einer erfolgreichen Invasion und Besetzung der britischen Insel durch die deutsche Wehrmacht automatisch und vorrangig von SS-Sonderkommandos in Haft genommen werden sollten, gesetzt wurde.

## Familie
Zu Ostrers Kindern gehörte die Schriftstellerin und Schauspielerin Pamela Ostrer (1916–1998), die nach ihrer Eheschließung mit dem Schauspieler James Mason als Pamela Mason bekannt wurde.

## Schriften
- The Conquest of Cold, 1932.
- Modern Money and Unemployment: And the Law of Barter, 1964.